# Eloeophila subaprilina yezoensis
Eloeophila subaprilina yezoensis is een ondersoort van de tweevleugelige Eloeophila subaprilina uit de familie steltmuggen (Limoniidae). De soort komt voor in het Palearctisch gebied.